# Jonathan Hoyaux
Jonathan Hoyaux, né le 9 juillet 1988 à Tours (France), est un joueur de basket-ball professionnel français évoluant en Pro B, dans le club de Saint-Chamond. Il mesure 1,94 m.

## Biographie
Jonathan Hoyaux est un joueur de basket-ball français évoluant principalement au poste d’arrière (1,94 m). Formé à Chalon-sur-Saône, il a ensuite porté les couleurs d’Aix-Maurienne puis de Limoges CSP, avec lequel il a été champion de France Pro B en 2012.
Il poursuit sa carrière à Saint-Vallier avant de devenir la figure emblématique de Saint-Chamond Basket, dont il est longtemps le capitaine. Redoutable shooteur à 3 points, il s’est illustré notamment en 2019 avec un match exceptionnel à 40 points.
Élu dans le cinq majeur de Pro B en 2018 et 2022, il prolongera son aventure avec le SCABB (Saint-Chamond Andrézieux-Bouthéon Basket) jusqu’en 2025. 
Pour la saison 2025-2026, Jonathan Hoyaux signe Saint-Vallier, où il y finira sûrement sa carrière. Un retour symbolique pour l’arrière, qui choisit de conclure son parcours professionnel dans un club qu’il connaît bien.

## Clubs
- 2007-2010 :  Élan sportif chalonnais (Pro A)
- 2010-2011 :  Aix Maurienne Savoie Basket (Pro B)
- 2011-2012 :  Limoges CSP (Pro B)
- 2012-2014 :  Saint-Vallier Basket Drôme (Pro B)
- 2014-2016 :  Saint-Vallier Basket Drôme (NM1)
- 2016-2025 :  Saint-Chamond Basket (Pro B)
- 2025-2026 :  Saint-Vallier Basket Drôme (NM1)

## Palmarès
- 2011-2012 : Finaliste de la Coupe de France avec le Limoges Cercle Saint-Pierre
- 2011-2012 : Champion de France Pro B avec le Limoges Cercle Saint-Pierre
- 2017-2018 : Élu dans le cinq majeur de Pro B[1] et MVP du mois d’avril[2]
- 2021-2022 : Élu dans le cinq majeur Pro B[3]

## Records et statistiques[4]

### Records
- 43 d'évaluation contre Lille le 18 janvier 2019 (Pro B)
- 35 d'évaluation contre La Rochelle le 16 janvier 2016 (NM1)
- 40 points inscrits contre Lille le 18 janvier 2019 (Pro B)
- 30 points inscrits contre Tarbes-lourdes le 12 mars 2016 (NM1)
- 10 rebonds pris contre Aix-Maurienne le 6 octobre 2017 (Leaders cup Pro B)
- 8 passes décisives délivrées contre Caen le 22 janvier 2016 (NM1)
- 5 interceptions réalisées contre Sorgues Avignon le 1er décembre 2015 (NM1)
- 6 balles perdues contre Boulogne-sur-Mer le 6 octobre 2012 (PRO B)
- 2 contres réalisés contre Évreux le 26 décembre 2012 (Pro B)